# Октомбері (Кеда)
Октомбері (груз. ოქტომბერი) — село в Грузії.
За даними перепису населення 2014 року в селі проживає 247 осіб.